# Han Baltussen
Han Baltussen, vollständig Johannes Nicolaas Marie Baltussen (* 1960) ist ein niederländisch-australischer Klassischer Philologe und Philosophiehistoriker auf dem Gebiet der antiken Philosophie.
Baltussen studierte Klassische Philologie an der Universität Utrecht und wurde dort 1993 mit einer Dissertation zur antiken Philosophie zum Ph.D. promoviert. Darauf hatte er Postdoktorandenstellen an der Universität Utrecht, am Center for Hellenic Studies der Harvard University und am King’s College London inne. In London war er wissenschaftlicher Mitarbeiter am Ancient Commentators on Aristotle Project sowie Tutor in griechischer Philosophie am King’s College und am University College London. Seit 2002 ist er lecturer, seit 2011 W.W. Hughes Professor für Klassische Philologie an der University of Adelaide. Er war Fellow am Institute for Advanced Study in Princeton (2006), an der Koninklijke Vlaamse Academie van België voor Wetenschappen en Kunsten in Brüssel (2010), an der Universität Leiden (2014) und am Institute of Advanced Studies der University of Western Australia in Perth (2017). Seit 2009 ist er Fellow der Australian Academy of the Humanities.
Baltussen arbeitet zur antiken Philosophie sowie zur Geistes- und Ideengeschichte. Gegenstand seiner Arbeiten waren etwa Theophrast und die Geschichte des Peripatos, die griechischen Kommentare zu Aristoteles, die neuplatonischen Philosophen Simplikios und Eunapios von Sardes sowie Trauer und Konsolation und Zensur. Er war Mitherausgeber der Zeitschrift Antichthon (Cambridge University Press, 2015–2021).

## Schriften (Auswahl)
- mit G. Miles (Übers): Eunapius, Lives of Philosophers and Sophists & Philostratus, Lives of Sophists. Harvard University Press, Cambridge, Massachusetts.
- The Peripatetics. Aristotle’s Heirs 322 BCE-200 CE. Routledge. Abingdon, Oxon 2016.
- mit Peter J. Davis (Hrsg.): The Art of Veiled Speech: Self-Censorship from Aristophanes to Hobbes. University of Pennsylvania Press, Philadelphia 2015.
- (Hrsg.): Greek and Roman consolations. Eight studies of a tradition and its afterlife. Classic Press of Wales, 2013.
- Philosophy and Exegesis in Simplicius. The Methodology of a Commentator. Duckworth, London 2008.
- mit Peter Adamson und M. W. F. Stone (Hrsg.): Philosophy, Science and Exegesis in Greek, Latin and Arabic Commentaries (2 Bände, Supplemente zum Bulletin of the Institute of Classical Studies, 83.1-2). ICS, London 2004.
- Theophrastus against the Presocratics and Plato. Peripatetic dialectic in the De sensibus. Brill, Leiden 2000.